# Jizvy lásky
Jizvy lásky – drugi album wokalisty Petra Muka wydany w 2000 roku.

## Lista utworów
| Nr  | Tytuł utworu                 | Długość |
| --- | ---------------------------- | ------- |
| 1.  | „Neusínej”                   | 3:35    |
| 2.  | „Kdy se vrátíš”              | 3:47    |
| 3.  | „Stoupám ti do hlavy”        | 3:14    |
| 4.  | „Říkám teď (anebo nikdy)”    | 3:56    |
| 5.  | „Jsem knihou, kterou spálíš” | 4:24    |
| 6.  | „Šalalala”                   | 3:52    |
| 7.  | „Tančíš sama”                | 3:41    |
| 8.  | „Málo tě znám”               | 4:02    |
| 9.  | „Ten den, ta noc”            | 3:21    |
| 10. | „Ve vlnách”                  | 3:13    |
| 11. | „Letím do snů”               | 3:10    |
| 12. | „Lásku poznáš jizvou”        | 3:55    |
| 13. | „T.S.”                       | 1:00    |
| 14. | „Nářek převozníka”           | 3:25    |
| 15. | „Ona se brání”               | 3:06    |
| 16. | „Zrcadlo”                    | 7:07    |
|     |                              | 58:48   |